# Jöns Millerus
Jöns Millerus, född 26 februari 1704 i Norrköping, död 28 juni 1763 i Högby socken, var en svensk präst i Högby församling.

## Biografi
Jöns Millerus föddes 26 februari 1704 i Norrköping. Han var son till mjölnaren Karl Millerus och Anna. Millerus blev 1726 student vid Lunds universitet och prästvigdes 5 maj 1732. Han blev 1736 komminister i Törnevalla församling och 1747 kyrkoherde i Högby församling. Han avled 28 juni 1763 i Högby socken.

### Familj
Millerus gifte sig första gången 16 augusti 1736 med Anna Wallman (1701–1756). Hon var dotter till kyrkoherden Johan Wallman i Skällviks församling och Brita Holmér. Anna Wallman hade tidigare varit gift med subkantorn Nils Schillgren i Linköping. Millerus och Wallman fick tillsammans barnen Johan (1737–1790) och Anna Brita (1740–1793). Millerus gifte sig andra gången 3 november 1756 med Helena Milander (1719–1796). Hon var dotter till kyrkoherden O Milander i Västerlösa socken. Helena Milander hade tidigare varit gift med häradsskrivaren Johan Ljungström Millerus och Milander fick tillsammans dottern Karolina Johanna (1758–1762).